# Revolution on Your Pins!
Revolution on your Pins! è il primo singolo pubblicato dai Giardini di Mirò.
Tutte le canzoni sono composte dai GDM e registrate durante le session di Punk... Not Diet! tra il dicembre del 2002 e il marzo del 2003 al "Bunker" studio e al "Groove Factory".

## Tracce
1. Given Ground (Oops… Revolution On Your Pins!!) / Radio edit (04:08)
2. René! This Is A Melancholic Hip-Wop!! (04:36)
3. Given Ground (Oops… Revolution On Your Pins!!) / Album Version (05:56)

## Formazione
- Corrado
- Jukka
- Luca
- Mirko
- Lorenzo
- Emanuele

## Esterni
- Alessandro Raina (guest vocals)
- Cesare Malfatti (string samples su "René! This Is A Melancholic Hip-Wop!!")
- René Margraff (samples and electronics su "René! This Is A Melancholic Hip-Wop!!")